# Place du marché de Vyborg
Pour les articles homonymes, voir Place du Marché.
Place du marché de Viipuri (russe : Рыночная площадь, finnois : Viipurin kauppatori) est la place du marché de la ville de Vyborg en Russie.

## Situation
La place du marché est située au centre de Vyborg au sud de la baie de Salakkalahti.
A l'ouest de la place se trouve la rue Krasnoarmeiskaja (anciennement Mustainveljestenkatu).
À son Est, le Parc Lénine (fi) et la rue Pionerskaya ulitsa (anciennement Torikatu).
À son sud, la rue Progonnaja ulitsa (anciennement Karjaportinkatu).

## Histoire et architecture
La place du marché est créée dans les années 1860, au nord-est de la zone médiévale, quand on commence à démolir les murs de l'enceinte fortifiée.
On remplit aussi les douves.
En l'an 1865, la place de marché avait environ la moitié de sa taille actuelle qu'elle atteindra dans les années 1880.
Elle s’étend alors jusqu'au rivage de la baie de Salakkalahti.
Toutefois seule la partie sud de la place sert à accueillir les vendeurs.
Sur le rivage de la baie de Salakkalahti on organise seulement les marchés aux poissons durant l'automne.
Parmi les bâtiments entourant la place, le plus connu est la tour ronde bâtie dans les années 1550 et qui faisait alors partie des murs d’enceinte de la ville.
Les autres bâtiments remarquables sont l'immeuble de la Banque de Finlande et l'immeuble de la Suomen Yhdyspankki tous deux conçus par Gustaf Nyström et la Halle du marché de Viipuri construite en 1906.
En 1912, on installe sur la place les rails du tramway de Viipuri et la place est le terminal principal des bus venant des quartiers périphériques.

### Galerie

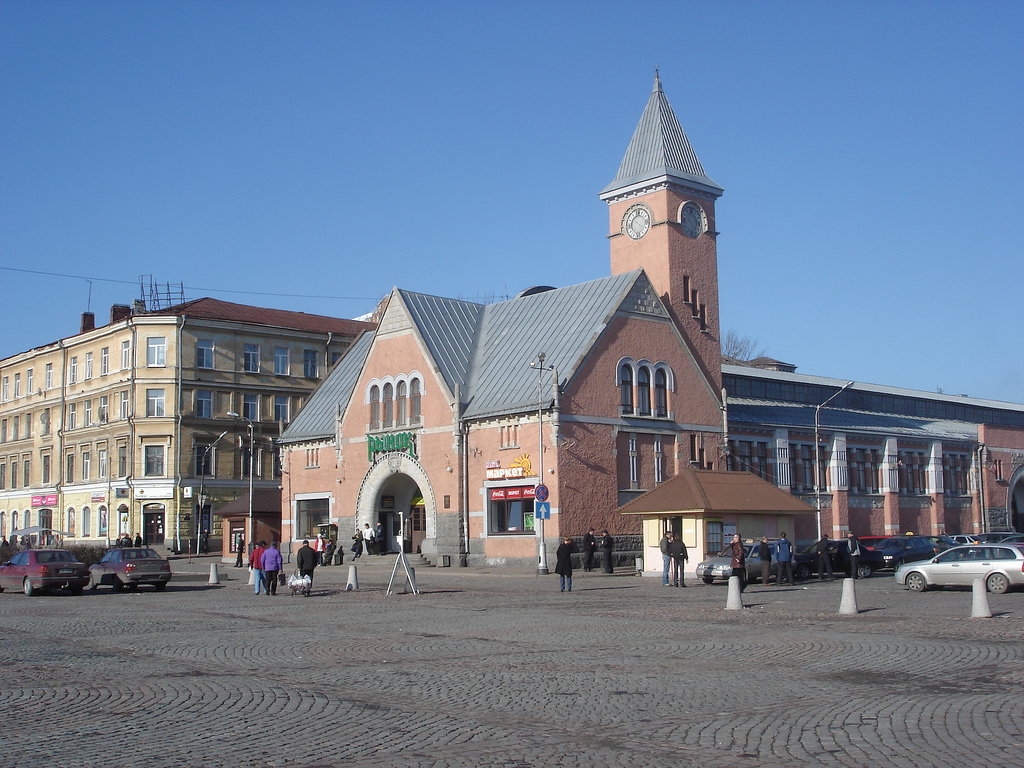
Halle du marché de Viipuri.
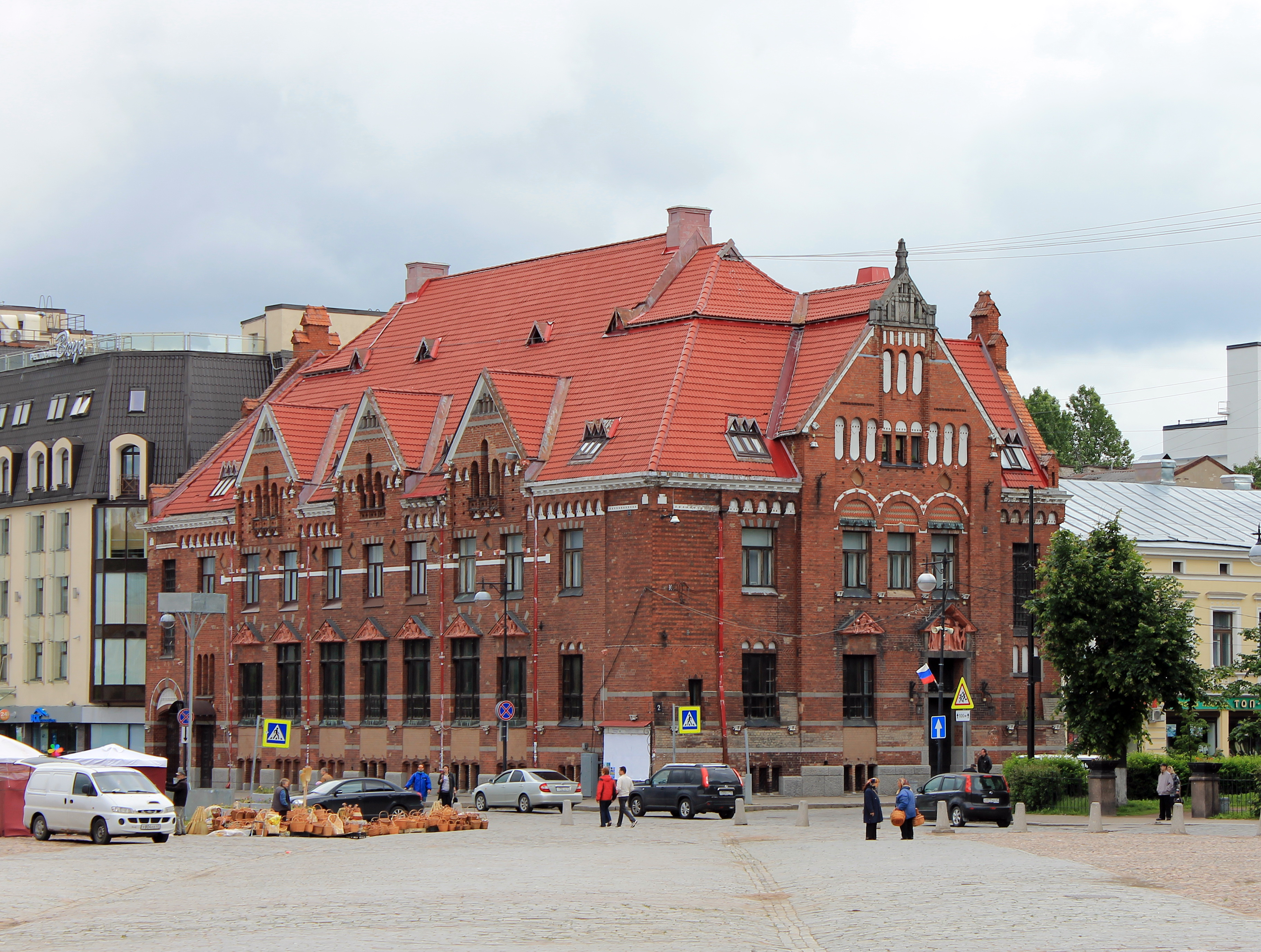
L'immeuble de la Banque de Finlande.
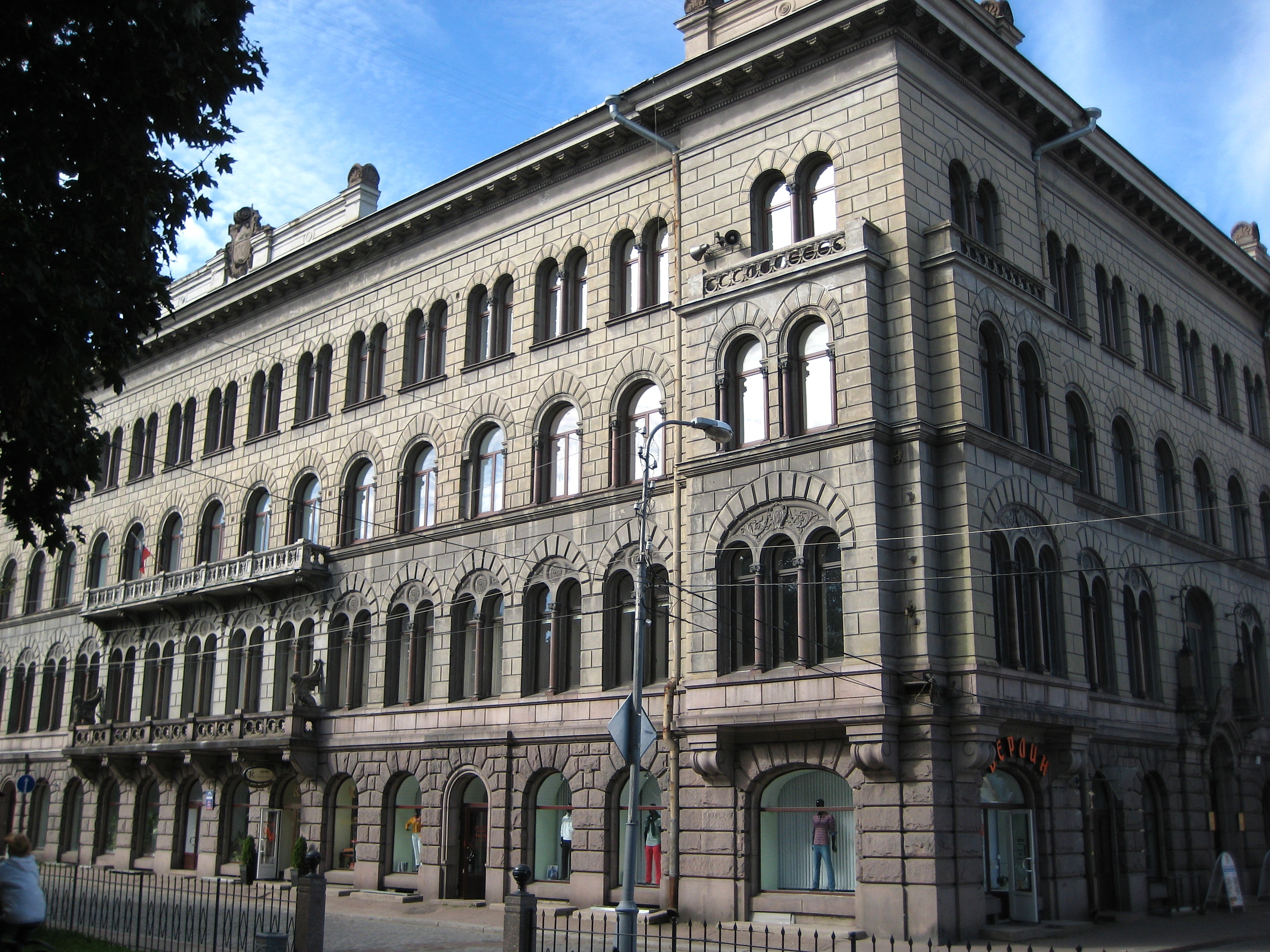
L'immeuble de la Suomen Yhdyspankki.
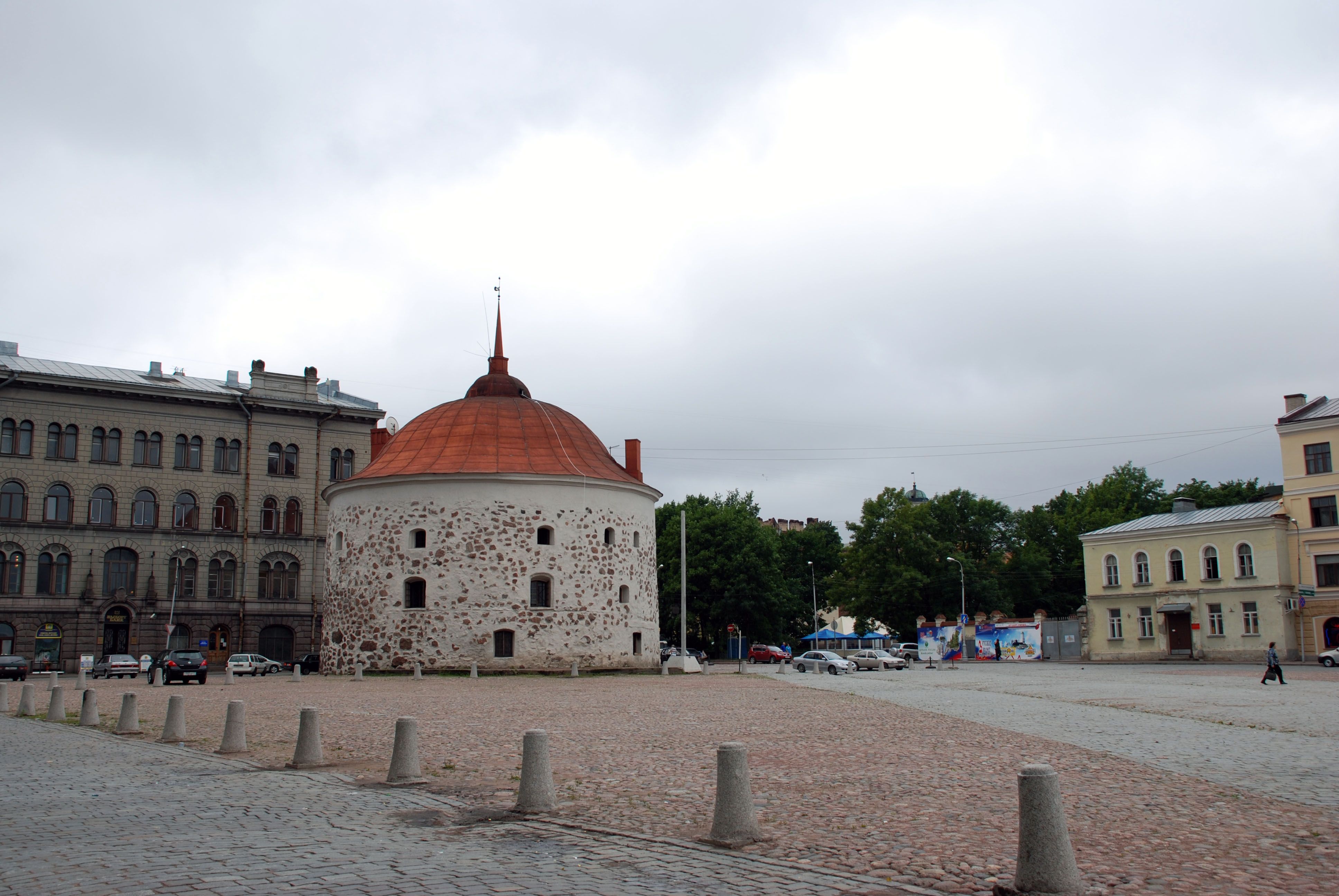
Le sud de la place et la tour ronde.
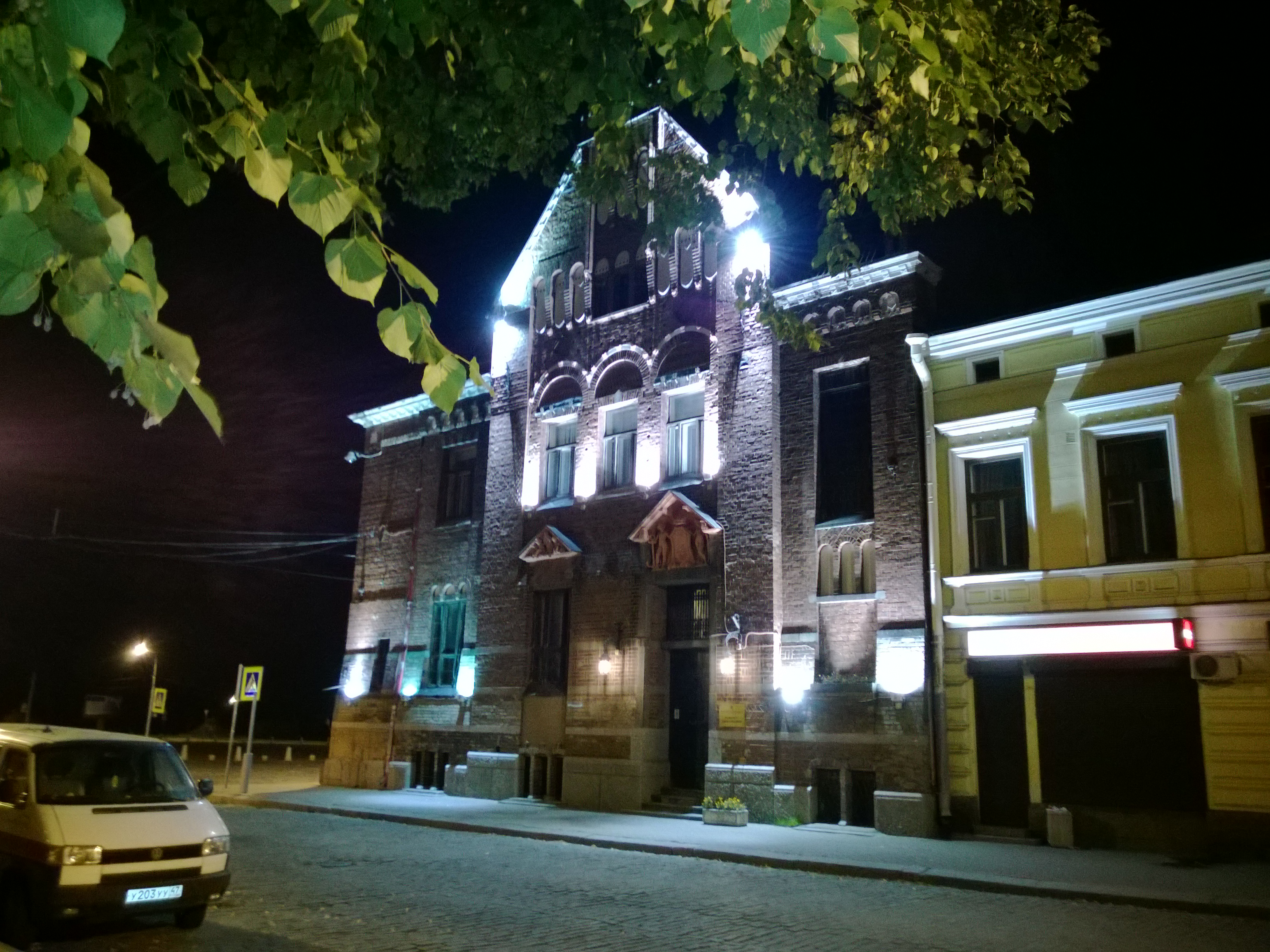
Banque sur la place.